# Neonesidea longisetosa
Neonesidea longisetosa is een mosselkreeftjessoort uit de familie van de Bairdiidae. De wetenschappelijke naam van de soort is voor het eerst geldig gepubliceerd in 1902 door Brady.